# Havia d'ulleres
L'havia d'ulleres (Chlorothraupis olivacea) és un ocell de la família dels cardinàlids (Cardinalidae).

## Hàbitat i distribució
Viu al sotabosc de la selva humida o boscos deteriorats, especialment a prop de l'aigua, de l'est de Panamà, oest i nord de Colòmbia i nord-oest de l'Equador.